# Spaniocentra megaspilaria
Spaniocentra megaspilaria là một loài bướm đêm trong họ Geometridae.